# Kuća grčkih epigrama
Kuća grčkih epigrama (Casa degli Epigrammi Greci, V 1,18) rimska je rezidencija u drevnom gradu Pompeji koji je uništen erupcijom planine Vezuv 79. godine. Ime je dobio po zidnim slikama s natpisima iz grčkih epigrama u maloj prostoriji (y) uz peristil.
Kuća je nastala spajanjem najmanje dvije ranije nastambe koje datiraju iz druge polovice drugog stoljeća prije Krista. Procjenjuje se da se to spajanje dogodilo oko treće četvrtine prvog stoljeća prije Krista. Smatra se da su daljnje promjene dogodile u drugoj polovici 1. stoljeća n.e.
Ostaci stubišta na još jednom od ulaza u kuću, V 1,12, pokazuju da je nad tim dijelom kuće nekada postojao gornji kat, koji se vjerojatno koristio kao stan za iznajmljivanje. Još jedno stubište pronađeno je na južnom kraju zapadnog trijema peristila za koje se čini da je povezano s istim uslužnim funkcijama kao i prostorije neposredno ispod.

## Povijest iskopavanja
Prve prostorije u domu otkrivene su tijekom prvih dana iskopavanja Pompeja,  u travnju 1748. Više prostorija otkriveno je krajem 1875. i 1876., a dodatna iskopavanja obavljena su 1908. godine. Kao i druge građevine u ovoj insuli, kuća je ozbiljno oštećena u savezničkom bombardiranju Pompeja 1943. i ponovno u potresu 1980.
U peristilu su vršena iskapanja, u potrazi za paleobotaničkim ostacima, u periodu 2004. – 2006., u sklopu projekta Swedish Pompeii u suradnji s prof. M. Robinson sa Sveučilišta Oxford. Soba x, za koju se smatralo da je bila kućanski radni prostor, također je iskopana kako bi se dobile dodatne informacije o strukturnoj povijesti kuće u to vrijeme. U periodu 2010. – 2011. kuća je podvrgnuta opsežnim popravcima.

## Društveni kontekst
Glavni ulaz građevine (18), smješten između dviju trgovina, izlazi na Via del Vesuvio, užurbanu ulicu trgovaca i obrtničkih radionica, cauponae, kompleksa pekara i velike gostionice. Susjedne značajne rezidencije uključuju Kuća Torella di Bronza (V 1,7), Kuća Cecilia Gioconda (V 1, 26), a preko puta Orfejeva kuća (VI 14,20) i Laokoonova kuća (VI 14, 30). Kuća je okružena dvokatnom radionicom poznatom kao Statio of the Aliarii, kao i još jednom radionicom, obje teško oštećene u savezničkom bombardiranju 1943. Neposredno sjeverno od ovih trgovina nalazi se slastičarnica (ulazi 14,15, 16) o čemu svjedoči pronalazak brončanih kalupa za kolače. Slastičareva mala gradska kuća fino je uređena u četvrtom stilu s djecom i životinjama naslikanim na crnoj podlozi u ali. U blizini je i gostionica Salvius, značajna dvokatna ustanova s pultom od opeke u obliku slova U sa šest dolija i dvije druge sobe za goste ukrašene slikama u četvrtom stilu, s pogledom na dvorište s kuhinjom na kraju. Tu je pronađeno tijelo čovjeka okruženo novčićima i velikom količinom nakita: 5 pari naušnica, 11 zlatnih prstenova, 3 srebrna prstena, kao i žlica i mali srebrni disk s reljefom glave, brojno drago kamenje i dva brončana prstena s pečatima. Smatra se da je čovjek vjerojatno bio pljačkaš, koji je plijen mogao uzeti iz obližnjih luksuznijih kuća, uključujući Kuću grčkih epigrama. Još jedna kuća koja uključuje pekarnicu s pekarnicom uz nju također je bila udaljena samo nekoliko koraka.
Preko puta su ostaci Fullonice (praonice rublja i prebivališta) Marka Vesonija Prima (VI 14,22), također poznate kao Fullonica Balbina ili Balbina. Ova značajna ustanova uključivala je prostrani atrij i tablinum, kao i posude za čišćenje, ali je možda proizvela ogromnu količinu neugodnih mirisa zbog skupljanja i korištenja ljudskog urina za čišćenje odjeće.

## Struktura i dekoracija
Ulazeći u dom koristeći prednji ulaz (18), posjetitelj je mogao pogledati preko širokog atrija s impluvijem blago pomaknutim udesno, kroz zastrti tablinum do peristila s crvenim i bijelim stupovima gdje je mural na stražnjem zidu prikazivao tigra koji napada bika. Slika na ploči bila je okružena florom a nalazi se uz ploču koja prikazuje fontanu s paunovima u vrtu s drvetom i pticama. Istraživači iz devetnaestog stoljeća zaključili su da je prizor bika i tigra koji se jasno vidi iz tablinuma vjerojatno odabran kako bi prenio suptilnu poruku posjetiteljima.
Lijevo od ulaza nalazi se mala neukrašena kabina (b) za koju se smatra da ju je koristio vratar, iza koje je spavaća soba (c) ukrašena u trećem stilu s velikim žutim poljima u kojima su prikazane plovila i životinje. Žute ploče prošarane su bijelim srednjim poljima, a gornji zid također ima bijelu pozadinu.
Sam atrij bio je ukrašen u drugom stilu sa širokim crvenim pločama prošaranim crnim pločama oslikanim vitkim vijencima koji su nosili svijećnjake završavajući vazama ili krunama. Poprsja sedam bogova naslikana unutar medaljona ukrašavala su velika crvena polja. Zavjesa je odvojila dio atrija u prostor koji se smatra "ala" (d). I ona je bila ukrašena u trećem stilu s crvenim poljima koja su sadržavala majstorski naslikane životinje, uključujući jarca i psa koji lovi zeca. Ovdje je pronađeno spremište srebrnog posuđa, kao i fino tkanje zlata za koje su iskopavači pretpostavili da je možda činilo torbicu.
Desno od tablinuma otkrivena je spavaća soba golih zidova (e). Fragmentarni ostaci freske u tablinumu (f) pokazuju da je bila oslikana crvenim i žutim poljima prošaranim crnim poljima. Nakon iskapanja ostalo je dovoljno zidnih ploča da se identificiraju kao Venera i Adonis s uplakanim Erosom. Na jednoj bočnoj ploči erota vodi hrta na uzici, na drugoj stoji s ubijenim veprom. U žutom gornjem zidu pronađen je erot s vijencem. Pločnik od crvenog estriha tablinuma s raznobojnim čipovima uključuje umetnuti uzorak s komadićima mramora (opus sectile).
Bogato ukrašena dnevna soba (h,i) u koju se ulazi kratkim hodnikom (g) brzo je propala nakon što je otkrivena. Ali umjetnici su kopirali detalje odmah nakon iskapanja, tako da su dokumentirali vrlo dobro očuvanu skupinu Bakhantica, kao i zelene i žute jednobojne slike. Panel s prikazom čaplje, psa s natpisom ASYNCLETVS u podnožju, kao i ptica koja se bori sa zmijom, prebačen je u muzej u Napulju. Na vrhu zida bila je široka oslikana štukatura.
Na južnom gornjem zidu pronađena je scenska slika koja se odnosi na mit o Admetu i Alkestidi. Admetu, kralju Fere u Tesaliji, proročište je obećalo duži život ako se netko žrtvuje za njega u času njegove smrti. Dok ni otac ni majka nisu htjeli umrijeti za njega, njegova žena Alkestida jest. Prozerpina, Hadova žena, potaknuta Alkestidinom ljubavlju, šalje je natrag u svijet živih iz Hada. Euripid je predstavio ovaj mit u svojoj tragediji Alkestida.
U Pompejima i u Herkulaneju je pronađeno nekoliko murala s ovom temom, pa se pretpostavlja da je ovaj mit (ili predstava) bio popularan.
„Osim Admeta i Alkestide, na ovoj slici vidimo i Admetove roditelje, boga Apolona, mladića koji govori proročište na svitku i još jednu žensku figuru koju nije moguće jasno identificirati. Druga slika, uništena u sredini, prikazuje Admeta tužno spuštene glave, do njega Alkestidu, od koje je ostala samo jedna ruka. S lijeve strane sjedi druga ženska figura, a iza nje su Admetovi roditelji. Ova druga ploča umetnuta je u bogatu arhitektonsku sliku gdje s obje strane ljudi izlaze iz vrata palače i začuđeno slušaju proročište," - Emile Presuhn, die neuesten Ausgrabungen von 1874 bis 1881 (prevedeno).
Smatra se da je zbirka prostorija lijevo od peristila do kojih se dolazi uskim hodnikom kasniji dodatak izvornoj strukturi. Pretpostavlja se da je duga uska prostorija podijeljena zastorom bila triklinij (l) s predsobljem (k). Iako je većina ukrasa dnevnog boravka (m) u trećem stilu izgubljena, zamršeni geometrijski podni mozaik još je bio vidljiv u kasnom 19. stoljeću.
Pokraj dnevne sobe, iskopavači su otkrili veličanstveni oecus (soba za primanje) ukrašenu u drugom stilu sa slikom Danaje s djetetom, Perzejem. Umjetnica Geremia Discanno skicirala je sliku prije nego što je prenesena u muzej u Napulju. Druge dvije slike na ploči, jedna Marsa i Venere (na o) s tri erota koji se igraju s Marsovim oružjem i jedan erot s toaletnim predmetima Venere, te slika Tezeja i Arijadne, najpopularnija tema pompejanskog slikarstva, ostavljeni su in situ. Arijadna na Naksosu se budi i u očaju gleda za brodom nevjernika koji već daleko plovi. Nemesis drži klupko i zaziva osvetu, a Eros plače nad iznevjerenom ljubavi. U kući broj 26 iste Insule 1, reg. V, prikazan je još jedan trenutak iste sage.
Uz eokus je duboka eksedra (q,r) ukrašena u drugom stilu s izmjeničnim crvenim i žutim pločama.
„Slično Ala, figure životinja nalaze se na bočnim stranicama. Srednja polja svakog zida su crna i zauzeta pejzažnim prikazima, koji međutim ne dopiru do dna. Jedna od tih slika već se raspala tijekom iskapanja; druga dva trenutno su gotovo neprepoznatljiva. Na r, Paris je bio predstavljen sa svojim stadom i Merkurom; potonji najavljuje približavanje triju boginja, kao što natpis hic judices pokazuje: "ovdje ćeš ti biti arbitar." Dijana u kadi još uvijek se može vidjeti na q, dok se Akteon više ne može vidjeti", primjećuje Emil Presuhn u svom pregledu iz 1877.
Kuća je dobila ime po grčkim natpisima pronađenim u posljednjoj maloj prostoriji (s,t,u) u sjeveroistočnom kutu peristila. Osim natpisa, uključivao je arhaične slike u drugom stilu koje nisu kopirane odmah nakon iskapanja i gotovo su u potpunosti izgubljene. Tema ovih slika bila je Eros koji se bori protiv Pana u prisutnosti Afrodite, Homer sjedi sa simbolima Ilijade i Odiseje s dva ribara ispred sebe, za koje se smatralo da se odnose na legendarno natjecanje između Homera i Hezioda i Bakha sa svojim ikonskim pantera. Epigrami su izreke iz grčke antologije i Aleksandrijskog gramatičara.
U jugoistočnom kutu peristila iza viridarija (vrta) nalazi se smočnica (v) s prozorčićem okrenutim prema vrtu, ukrašena u skladu sa slikama peristila. Sam vrt sadrži ventil za vodu koji kontrolira četiri slavine. Desno od ulaza u viridarium je mala neukrašena soba (x) sa stepenicama koje vode na gornji kat koji više ne postoji. Pretpostavlja se da su dio tlocrta koji je osjenčan plavom bojom bio radna soba i prostor za robove s dva bočna ulaza 11, i 12, te kuhinja (z) sa štednjakom i malom pećnicom. Ove sobe nisu bile ukrašene zidovima od neobrađenog vapnenca.

## Značajni nalazi
Dana 11. studenoga 1875. pronađen je brončani strigil sa sličnim ulomcima.
Dana 16. studenoga 1875. u atriju je pronađena zlatna ogrlica sa smaragdima i biserima te dijelovi srebrnog servisa, kao i kipić od bjelokosti s prikazom Venere. Kovanice sljedećeg dana, utisnuti pečat sa sljedećim slovima L. VAL. F. Lun. M 40 i tintarnica s poklopcem optočenim srebrom pronađena je u prostoriji (c).
Dana 18. studenoga 1875. pronađen je dio brončanog stalka za svjetiljke u obliku grane, stakleni vrč i srebrni ulomci okvira.
Od 20. do 22. studenog 1875. iskopane su zidne slike i prenesene u muzej.
Dana 24. studenoga 1875., u nazočnosti uglednih posjetitelja, obavljeno je "posebno" iskapanje i pronađen je par zlatnih naušnica u obliku češnjaka i "pronađen" je još jedan par zlatnih naušnica s brošem ukrašenim s tri smaragda u dizajnu koji podsjeća na morskog pauka. Radnici su također zabilježili pronalazak tkaninske vrećice, srebrne čaše, kružnog zrcala s tragovima pozlate, ulomaka keramičkog posuđa, brončane lopate s drškom od jelenje noge, dva strigila, novčića i brava.
U ali "e" pronađeno je srebrno i posrebreno posuđe za serviranje, uključujući zdjelu ukrašenu srebrom i bakrom u cvjetnom uzorku, četiri srebrna tanjura s 5 latica rozeta u sredini, četiri srebrne šalice, tri manja tanjurića s tragovima pozlate, okruglo pozlaćeno postolje, tri okrugle čašice stožastog tijela i četiri žlice (cochlearia), oblikovane tako da se drškom mogu vaditi puževi ili školjke iz školjke. Pronađene su i dvije posude s uzorkom školjke, dva strigila spojena prstenom, konkavno kružno zrcalo s ručkom u stilu Herkula u obliku batine, kao i posuda s cilindričnim vratom.

## Primjeri srebrnog posuđa
- Srebrna šalica u obliku školjke za zahvaćanje vode za pranje ruku tijekom večera i banketa iz rimskih Pompeja iz 1. stoljeća n.e.
- Srebrna žlica za školjke iz rimskih Pompeja iz 1. stoljeća
- Srebrni tanjurić ukrašen maslinovim lišćem, Pompeji, rimsko, 1. stoljeće
- Srebrno ogledalo s ručkom u onliku Herkulove batine slično onome pronađenom u Kući grčkih epigrama

Dana 27. studenoga 1875. u tablinumu je obavljeno još jedno "posebno" iskapanje i otkrivena je fragmentirana statueta Venere s dupinovom glavom kraj njezinih nogu, kružna srebrna baza, brončana patera, završnica u obliku tigrova glava, vaza s guščjim prsima s ručkom u obliku guštera, posuda za vodu s odvojenom ručkom u obliku lista i završecima u obliku zmijske glave, kipić Jupitera s odvojenom lijevom rukom s koje mu visi ogrtač, a u ruci drži srebrni štap. U lijevoj ruci drži munje, a uz noge mu je mali orao koji se oslanja na temeljnu ploču. Pronađeno je i nekoliko staklenih boca različitih oblika.
Dana 15. prosinca 1875. uperistilu je pronađena brončana vaza s ručkama ukrašenim lišćem i brončani kotao. Također je pronađena željezna sjekirica, amfora s natpisom "Allianum", novčić, boca i u prostoriji (d) malo brončano ljudsko stopalo s gornjim dijelom perforiranim cilindrom, vjerojatno postoljem ormarića.
Dana 22. prosinca 1875. godine u prostoriji u blizini peristila pronađene su četiri koštane kocke sa zaobljenim kutovima. Kada su iskapanja nastavljena 10. siječnja 1876., u exedri (o) pronađen je brončani puhački instrument s devet cijevi različitih veličina nazvan fistula. Instrument je bio ukrašen s tri mala hrama u visokom reljefu i dva idola egipatskog izgleda. Pronađena je i jedna noga svijećnjaka s lavljim nogama prošarana lišćem.
Dana 8. veljače 1876. održana su još jedna "posebna" iskapanja, pričemu su u trikliniju (p) radnici "pronašli" brončani sklopivi stol s četiri zakrivljene noge koje su završavale s konjskim glavama. Također je otkrivena drvena polica s metalnim okvirom s malim cvjetovima umetnutim srebrom. Radnici su otkrili i posudu za kuhanje tekućine na ugljen. Imao je slavinu prekrivenu kazališnom maskom i ručku ukrašenu dupinima s tri lavlje noge koje su služile kao baza. Pronađena je i patera te vaza ovalnog oblika s ukrasom koji prikazuje Silena s mješinom na ramenima.
Sljedeći dan, radnici su u prostoriji (q) otkrili brončanu uljanicu s prstenastom ručkom s fragmentima lanaca za ovjes, mjeru za tekućinu, malu kantu s pomičnim ručkama, strigil, nešto novčića, brončane fragmente stolice, razbijeni mramorni stol vrh, zdjelu, staklenu šalicu i mali stakleni vrč.
Dana 13. ožujka 1876. otkriven je grafit: VIK PRIM VIR FELna IX VK GERMANVS
Dana 16. kolovoza 1876. pronađeni su brončani vrč i ploča za zaključavanje.

## Ilustracije
- Freska koja prikazuje Satira kako napada menadu iz peristila "i" Kuća grčkih epigrama
- Sjeverni zid Exedre o u Kući grčkih epigrama, Pompeji, autor A Magliano
- Čaplja napada kobru
- Zid s freskama iz atrija, autor Geremia Discanno
- Freske iz atrija, autor Geremia Discanno
- Freska vrpce omotane u vijenac od cvijeća, grožđa, voća i kukuruza, koju drži Kupid u tablinumu G
- Medaljon iz atrija s prikazom Hermesa (Merkura) s petasom i kaducejem
- Medaljon iz atrija s prikazom Atene (Minerve) s kacigom, štitom i kopljem
- Medaljon iz atrija s prikazom poprsja Here (Junone) s tijarom i velom
- Medaljon iz atrija s prikazom Afrodite (Venera)
- Medaljon iz atrija s prikazom Hefesta (Vulkana) s bradom
- Medaljon iz atrija s prikazom poprsja Aresa (Marsa) s kacigom i kopljem
- Satir i menada u kubikulu "n"
- Venera u svojoj toaleti s Marsom u Exedri "o"
- Krupni plan Venere u njezinoj toaleti s Marsom u Exedri "o"
- Homer s panovim sviralama sluša dva ribara iz kubikula "y"
- Slika A Sikkarda iz 1882. s dijelovima istočnog zida eksedre "y"
- Kupidon (Eros) s hrtom i sa scenama lova na vepra iz tablinuma G

## Vanjske poveznice
- Re-viewing Pompeian domestic space through combined virtual reality-based eye tracking and 3D GIS (House of the Greek Epigrams)